# China State Shipbuilding Corporation
 (janvier 2016).
Si vous disposez d'ouvrages ou d'articles de référence ou si vous connaissez des sites web de qualité traitant du thème abordé ici, merci de compléter l'article en donnant les références utiles à sa vérifiabilité et en les liant à la section « Notes et références ».
China State Shipbuilding Corporation (CSSC) est un des deux principaux conglomérats publics chinois de construction navale avec China Shipbuilding Industry Corporation (CSIC).    
Le groupe est composé en deux :    
- China State Shipbuilding Corporation (中国船舶工业集团公司)
- China CSSC Holdings Limited (中国船舶工业股份有限公司)

## Histoire
À sa création, en 1979, CSSC dont le siège social est situé à Pékin, était présidé par Mr. Feng Zhi. L’entreprise publique démarra son activité de construction navale sur deux sites, l’un à Shanghai (Jiangnan Shipyard) l’autre sur la rivière des perles à Canton (Guǎngzhōu Wenchong Shipyard), au sud du pays. En un premier temps le chantier de Shanghai assura l’essentiel de l’ingénierie et de la fabrication des plus volumineux éléments mécaniques et électriques. Les deux sites se partagèrent les réalisations de cargos vraquiers, de bâtiments militaires de faible tonnage, de barges et de plates formes de forages. 

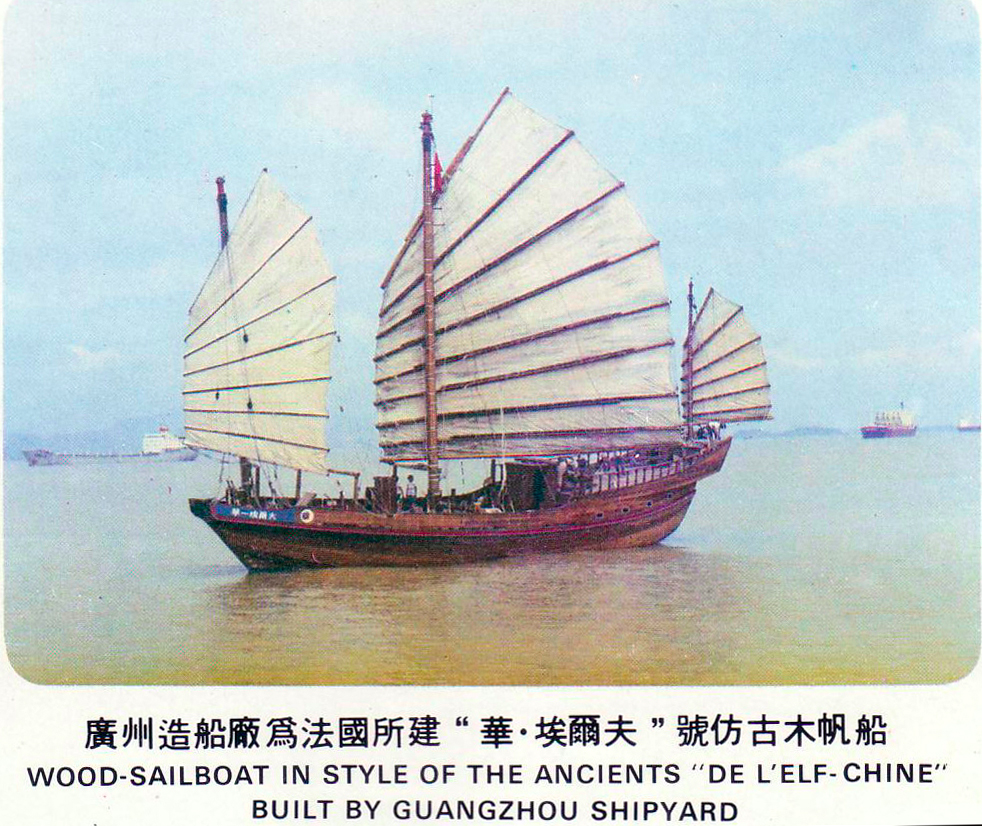

En 1981 soit 2 ans après leur ouverture les deux sites totalisait déjà 900.000 DWT de navires construits et livrés dont 34 de plus de 10.000 DWT. 
La qualité et les prix compétitifs des navires construits par CSSC sont vite remarqués et appréciés par les armateurs ainsi que des sociétés internationales de classification des navires. Cette rapide notoriété encourage l’ouverture d’ateliers d’appareillage mécaniques et électriques qui s’exportent sur toute l'Asie, l'Europe et l'Amérique. Cette production d’équipements, fut pour une grande part a l’origine de la popularité internationale de la foire de Canton.
Le groupe obtient rapidement 14 licences de production et conclu 3 contrats de coproduction avec des fabricants étrangers. Parmi les navires de clients étrangers pour l'exportation, 12 d'entre eux seront équipés de moteurs fabriqués en Chine sous licences étrangères.
ELF Chine dont le village de prospection pétrolière se trouvait à l’est de Pékin, fut un de leurs premiers clients étrangers. Deux jeunes français, avec le concours de leur ami Hongkongais Cze Yat Ching décident les dirigeants du chantier de Canton de leur construire une jonque traditionnelle en bois de 25 mètres. ELF Chine, leur sponsor assura l’acheminement et la fourniture du moteur Renault et de l’accastillage, inexistant encore à cette époque en République Populaire de Chine. 250 ouvriers, charpentiers de marine pour la plupart, réaliserons en cette jonque baptisée « La Dame de Canton ». Mise à l’eau en 1981 ce trois mats en bois, après un périple de plusieurs années sur les mers du globe, sera aménagé en restaurant. Aujourd’hui elle est amarrée aux quais de la seine à Paris 13e.    
Toutefois c’est le chantier de Shanghai qui en 1982 mettra à l’eau le tout premier bateau de plaisance habitable. La conception et l’élaboration des plans et la réalisation de ce motor boat de 12 mètres en polyester furent le travail d’un ingénieur Chinois qui ne disposa à cette époque que de revues nautiques Italiennes et Françaises comme seules sources d’inspiration pour son design et sa conception.
En 1999 sous l’impulsion de la politique du gouvernement pour répondre aux besoins grandissant aussi bien des armateurs étrangers que locaux, l’entreprise ouvre son capital à des actionnaires privés. 

### Histoire récente
En juillet 2019, l'État chinois annonce son intention de fusionner China Shipbuilding Industry Corporation (CSIC)  et China State Shipbuilding Corporation (CSSC), tous deux entreprises de construction navale publiques, qui conjointement forment un chiffre d'affaires de 66 milliards d'euros pour 13 % du marché mondial de la construction navale. Cette fusion est validée et complétée en novembre 2019.

## Activités
En 2020, le groupe se hisse au 10e rang mondial parmi les industries de défense et de sécurité, ses revenus dans ce domaine s'élèvent à 13,4 milliards de dollars, ce qui représente 20 % de l'ensemble de son chiffre d'affaires.
En 2021, il est le plus grand constructeur naval militaire au monde avec des ventes d’armes s’élevant à 11,1 milliards de dollars.

## Chantiers navals
De nos jours CSSC mène principalement ses affaires dans l'est et le sud de la Chine. Certains chantiers bien connus en Chine, comme Jiangnan Shipyard, Hudong-Zhonghua Shipbuilding et Guangzhou Wenchong Shipyard Co.,Ltd sont actuellement détenus par CSSC.